# Campeonato Piauiense de Futebol de 1971
O Campeonato Piauiense de Futebol de 1971 foi o 31º campeonato de futebol do Piauí. A competição foi organizada pela Federação Piauiense de Desportos e o campeão foi o Flamengo.

## Premiação
| Campeonato Piauiense de Futebol de 1971 |
| --------------------------------------- |
| FLAMENGO Bicampeão (8º título)          |